# 山名時氏
山名 時氏（やまな ときうじ）は、鎌倉時代末期から南北朝時代にかけての武将・守護大名。室町幕府侍所頭人、引付頭人。伯耆国・出雲国・隠岐国・因幡国・若狭国・丹波国・丹後国守護。足利尊氏・直義兄弟の母である上杉清子は母方の従姉妹に当たる。

## 生涯
嘉元元年（1303年）あるいは永仁6年（1298年）、上野国の新田氏の一族である山名政氏の子として誕生。
今川貞世の著した『難太平記』によれば民百姓の暮らしをしていたとされるが、山名氏は鎌倉幕府成立時からの御家人であり、かつ上杉氏と姻戚関係を結んでいることから低い身分とは考えがたく、この記述は貞世がライバル関係にある山名氏を貶めたものと考えられる。その一方で、鎌倉幕府において活躍していた山名氏は庶流である山名重家（山名義範の子）や山名朝家（山名重国の子）の子孫であり、朝家の兄・山名重村の子孫である嫡流の活動は確認できない（重村は時氏の高祖父にあたる）とする指摘もあり、この指摘が正しければ貞世の記述が必ずしも山名氏（嫡流家）を貶めたものとは言えない、ということになる。なお、重家や朝家の子孫は鎌倉時代末期の政争や幕府の滅亡に伴って没落しており、時氏こそが山名氏の嫡流の地位を回復させた人物と言うことになる。
足利氏の姻族である上杉氏との縁戚関係などから、新田一族の惣領である新田義貞には従わずに、足利尊氏の後醍醐天皇からの離反、湊川の戦いなどに参加、その功で延元2年/建武4年（1337年）には名和氏の本拠である伯耆守護に任ぜられる。その後も南朝との戦いで楠木正行、名和氏の掃討などを行い、興国2年/暦応4年（1341年）の塩冶高貞討伐で功績を挙げ、その功で丹後・出雲・隠岐守護となり、正平2年/貞和3年（1347年）に楠木正行と戦い敗北したが、翌年に若狭守護となる。
正平5年/観応元年（1350年）、室町幕府初代将軍・足利尊氏の弟である直義と、足利家執事・高師直の対立が発展して観応の擾乱が起こると、時氏は初め師直を推して直義排斥のクーデターにも参加するが、その後京都を脱出して南朝に属した直義に従う（ただし、出雲にいた嫡男・師義は離反して尊氏に従っている）。正平7年（1352年）に直義が死去すると一時は将軍派に転身するが、出雲や若狭守護職などを巡る佐々木道誉との対立もあり、正平8年/文和2年（1353年）には師義と共に室町幕府に対して挙兵して出雲へ進攻、6月には南朝の楠木正儀らと共に足利義詮を追い京都を占領するが、7月には奪還される。
時氏は領国に撤退した後、尊氏の庶子で一時は九州で影響力を持っていた足利直冬を奉じ、翌正平9年/文和3年（1354年）12月には斯波高経や桃井直常らと再び京都を占領するが、撤退。その後は山陰において、幕政の混乱にも乗じて影響力を拡大して播磨国の赤松則祐とも戦う。
幕府では細川頼之が管領に任じられ、南朝との戦いも小康状態になると、大内氏や山名氏に対して帰順工作が行われ、時氏は領国の安堵を条件に直冬から離反、正平18年/貞治2年（1363年）8月には子・氏冬と時義を上洛させ、大内氏に続いて室町幕府に帰順、時氏は伯耆・丹波守護に、師義は丹後、氏冬は因幡国、時義は美作国守護に任命され（後に次男・義理に交代）、山名氏は5か国の守護となった。また、引付頭人にも任じられ幕政に参加した。翌正平19年/貞治3年（1364年）3月には若狭の今富名が与えられて若狭守護ではない時氏が小浜などの同国の主要地点を掌握した。幕府では義詮正室の渋川幸子や、同じく幕府に帰順した斯波義将、大内弘世ら共に反頼之派の武将であった。

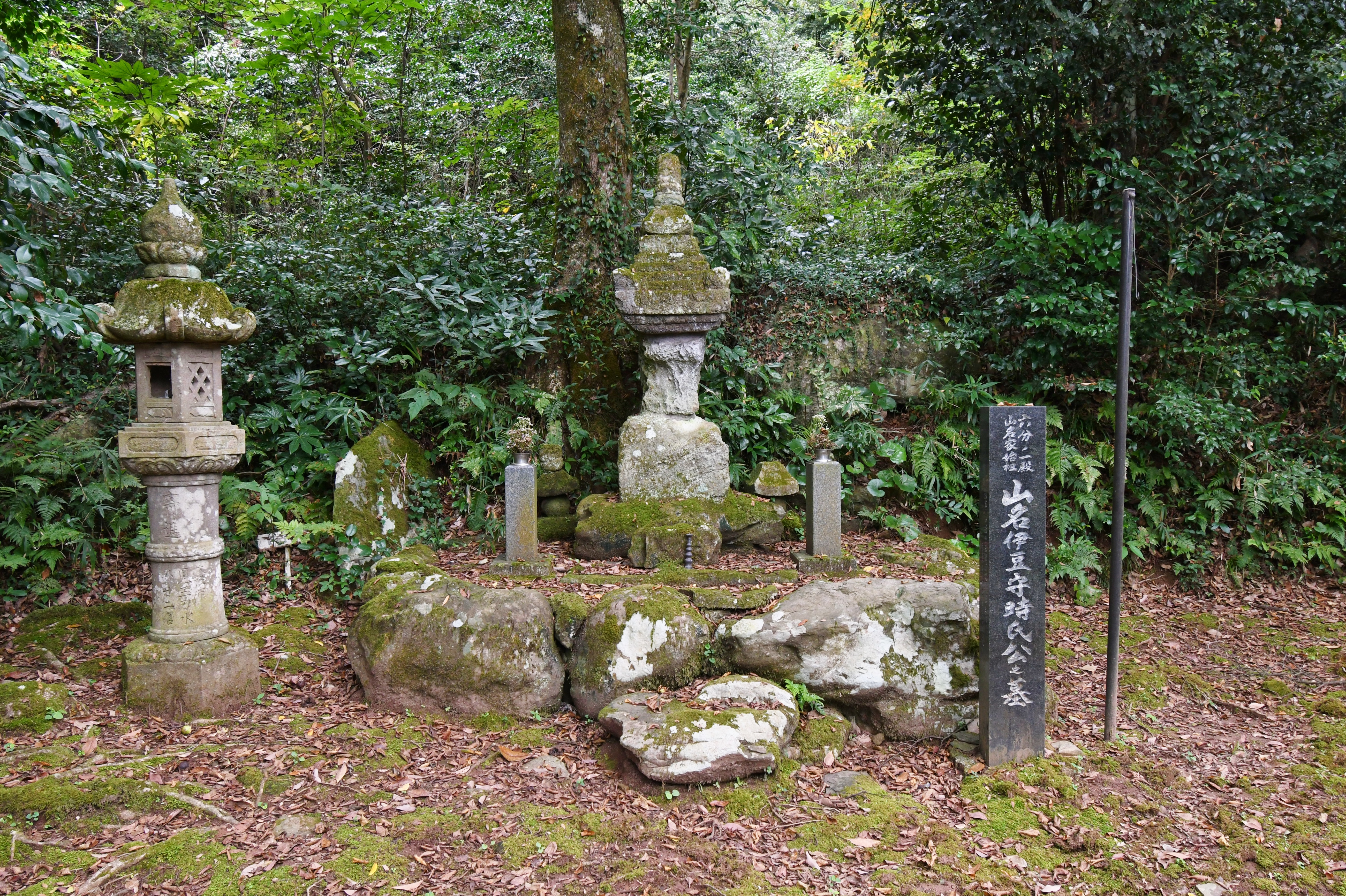
山名時氏墓（鳥取県倉吉市）

建徳2年/応安4年（1371年）、死去。享年69。伯耆大雄山の光孝寺(現山名寺倉吉市厳城)に葬られ、嫡男・師義が後を継いだ。
時氏は南北両朝や守護大名同士の抗争に付け込んで自勢力の拡大に注力し、因幡に二上山城、伯耆には田内城と打吹城を築き、やがて山名氏は山陰地方随一の勢力となった。5人の息子も時氏の死後に所領を増やしていったが、それが将軍家に危険視され、後の同族争いに繋がっていくのである。

## 人物・逸話

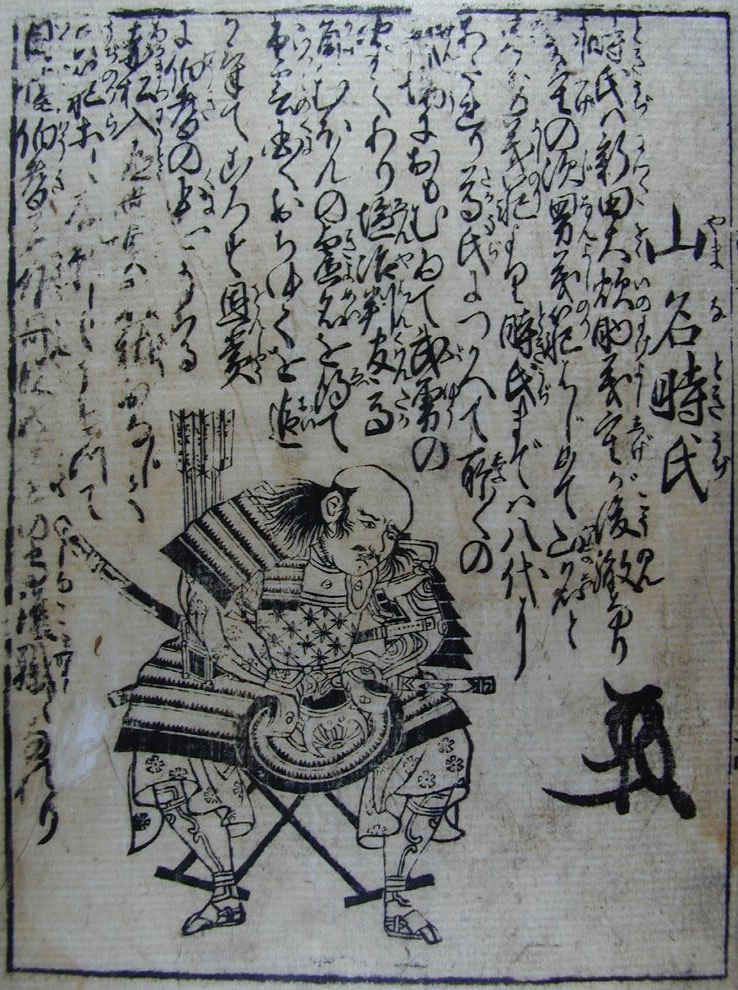
『本朝百将伝』より

幕府に敵対しながら5か国の領国を安堵されたため、『太平記』では「多く所領を持たんと思はば、只御敵にこそ成べかりけれ」と人々が噂し合ったという。かつて敵であった時氏が大勢力を保持したまま帰順したことが皮肉られたと思われる。
『難太平記』では時氏は自分の体験を子供達に語り、道理を弁えた自分でさえ上意をおろそかにする時があるため、子孫は度を過ぎて上に警戒されるのではないかと心配したという逸話もある。真偽は不明ながら、時氏の死から20年後に山名氏は明徳の乱において将軍家から追討されることになり、勢力は削減されてしまった。